# 1785 au Québec
Cet article traite des événements survenus en 1785 au Québec. 

## Événements
- 21 avril : le lieutenant-gouverneur du Québec Henry Hamilton donne son accord à une ordonnance du Conseil législatif établissant les procès par jury dans les affaires de commerce et d’injures personnelles[1]. La nouvelle loi répond à des demandes formulées par les sujets britanniques de la colonie. Elle modifie une partie des lois civiles françaises remises en vigueur par l’Acte de Québec. Dans le cas de procès opposant des sujets nés en Grande-Bretagne, en Irlande et dans les colonies et provinces d’Amérique, les jurés seront choisis exclusivement parmi les anciens sujets ; dans les procès entre Canadiens, tous les jurés seront Canadiens ; dans les procès mixtes, “ les jurés seront composés d’un nombre égal de chacun, s’il en est ainsi requis par l’une des parties ”.
- 25 août : Fleury Mesplet publie le premier numéro du journal bilingue The Montreal Gazette/La Gazette de Montréal[2].
- Fredericton devient la Capitale du Nouveau-Brunswick.
- Fondation de l'Université du Nouveau-Brunswick[3].
- Création du Beaver Club à Montréal réunissant les principaux commerçants de fourrure principalement associés avec la Compagnie du Nord-Ouest.

## Naissances
- 4 janvier : Louis-Théodore Besserer, homme d'affaires, notaire et figure politique du Bas-Canada.
- 30 janvier : Charles Metcalfe, gouverneur général de la Province du Canada.
- Étienne Provost, traiteur de fourrure.

## Décès
- x